# Фрам (кратер)
Фрам (англ. Fram) — небольшой марсианский ударный кратер, расположенный на Плато Меридиана. Кратер посетил марсоход «Оппортьюнити» 24 апреля 2004 года (84 сол). Диаметр кратера составляет примерно 8 метров.
«Оппортьюнити» остановился рядом с ним, когда добирался к большему по размеру, кратеру Эндьюранс. Кратер Фрам находится примерно в 450 метрах к востоку от кратера Игл (место посадки марсохода «Оппортьюнити») и в 250 метрах к западу от Эндьюранс. Данный кратер назван в честь известного норвежского судна Фрам, с помощью которого изучался полярный регион Земли.

## Карта

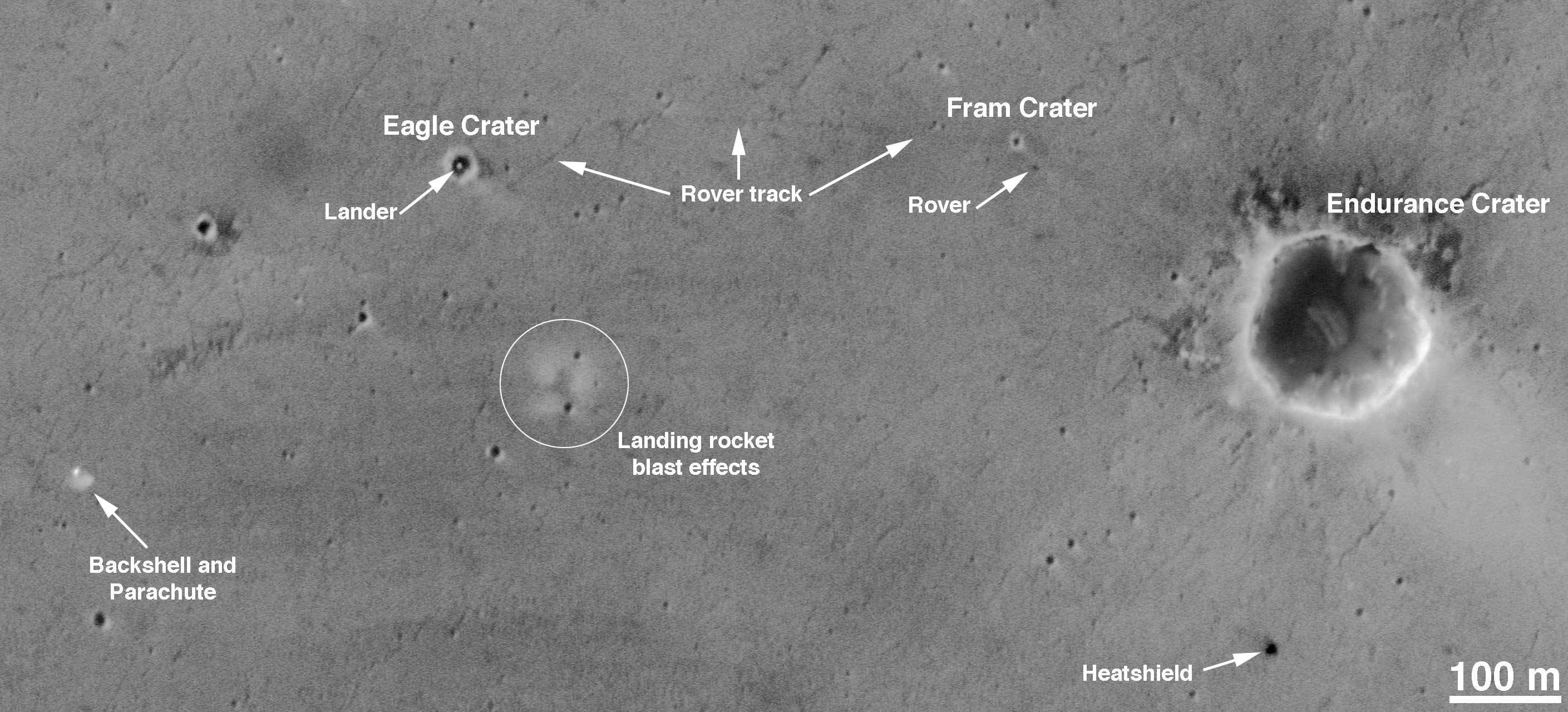
Снимок региона где приземлился ровер, «Оппортьюнити» находится вблизи кратера Фрам. Другие близлежащие объекты так же отмечены на фото — это его спускаемый аппарат и сброшенный во время посадки теплозащитный экран ровера